# 한국연극배우협회
한국연극배우협회(韓國演劇俳優協會)는 연극예술에 있어 필수 요소인 배우들의 권익을 보호하고 연기의 실체를 정립시키며 21세기 문화 선진국으로의 도약을 위하여 국민에게 문화예술 보급 및 정서함양을 고취시키기 위해 설립되었다. 1991년 임의단체인 ‘한국연극배우협회’로 창립하여 2000년 1월 27일 대한민국 문화체육관광부로부터 사단법인으로 승인받아 현재 1,500여명의 회원으로 구성되어 있다.
역대 회장은 1~3대 박웅(1991~1998), 4대 박상규(1998~1999), 5대 최종원(1999~2001), 6대 김금지(2001~2003), 7대 허현호(2003~2009), 9대 강태기(2009~2012), 10대 최성웅(2012~2015), 11대 최일화(2015~2018),12대 우상민(2018~현재)이다.
매년 한 작품 이상의 공연을 진행해 왔으며, 2004년에는 배우들을 위한 무대예술인재교육 사업을 진행하였고, 2005년 한국연극배우상을 제정하였다. 주요사업은 ‘배우 연기력 향상을 위한 교육사업’, ‘문화소외계층을 위한 지역순회공연 및 문화예술의 보급’, ‘문화예술공연을 통한 관광상품의 개발 및 외국관광객 유치사업’, ‘국제배우연맹(FIA)의 가입을 통한 국제 정보수집 및 교환’ 등이며 서울과 경기를 제외한 전국 14개 지회가 있다.

## 주요 사업
- 배우 연기력 향상을 위한 교육사업
- 문화소외계층을 위한 지역순회공연 및 문화예술의 보급
- 문화예술공연을 통한 관광상품의 개발 및 외국관광객 유치사업
- 국제배우연맹(FIA)의 가입을 통한 국제 정보수집 및 교환

## 같이 보기
- 대한가수협회
- 한국방송연기자협회